# Rüdiger Esch

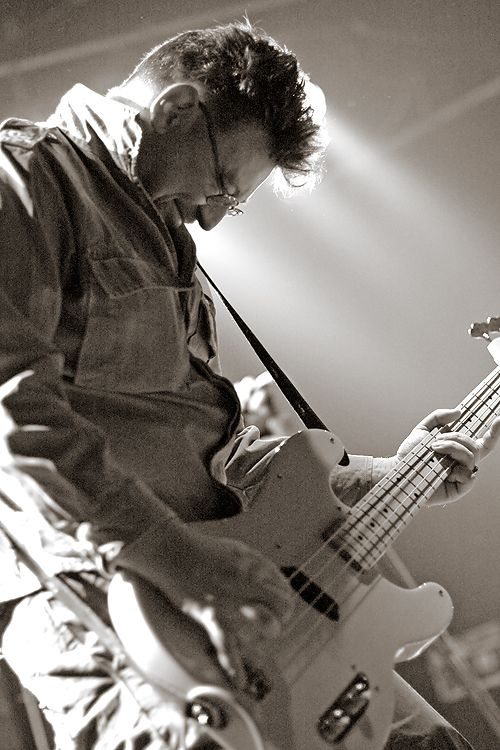
Ruediger Esch bei einem Auftritt in Krefeld (2006)

Rüdiger „Rudi“ Esch (* 10. August 1966 in Düsseldorf) ist ein deutscher Musiker, Autor und Music Consultant. Er trat erstmals im Rahmen der Punkbewegung in Erscheinung und war später Gründer des Studioprojekts MakroSoft. Seit 1988 ist er Bassist der Industrial-Band Die Krupps sowie der Punk-Band Male.

## Leben
1982 gründete Esch die deutschsprachige Punkband  Feine Deutsche Art (FDA), für die er als Komponist und Texter tätig war. Die Band hatte 1983 ihr erstes Konzert im Vorprogramm der  Toten Hosen in der Freizeitstätte Garath. Weitere Konzerte, unter anderem mit Family 5 und Stunde X, folgten 1984 in Düsseldorf und Umgebung. Der Song Mit dem Rücken an der Wand wurde Beitrag auf dem Ruhrgebietssampler Punk’s not dead. 1985 löste sich FDA auf, eine Retrospektive erschien 1990 bei Teenage Rebel Records.
In Anlehnung an Jim Jarmuschs Film Stranger than Paradise, gründete Esch im Jahr 1986 eine gleichnamige Band. Die Gruppe spielte vor allem englischen, melancholischen Gitarrenpop im Stil von The Cure, Siouxsie oder Joy Division. Auch hier war Esch als Texter und Komponist sowie als Bassist tätig. 1987 gründete Esch in Zusammenarbeit mit der Stadt Düsseldorf das Label strange records. Bei der Plattenpräsentation wurde seine Band von Klaus Dinger entdeckt. Im selben Jahr fanden erste Produktionen im La Düsseldorf-Studio Dingerland statt sowie ein gemeinsames Konzert. Aus der Zusammenarbeit heraus formierte sich 1988 eine neue Gruppe um Klaus Dinger, die später als Die Engel des Herrn eine LP veröffentlichte.
1989 erfolgte die Neugründung der Band Die Krupps. Diese hatte sich bereits in den frühen 1980er-Jahren einen Kultstatus mit den Veröffentlichungen Stahlwerksinfonie und Wahre Arbeit/Wahrer Lohn erspielt. Schnell entwickelte sich eine Band mit fester, internationaler Besetzung: Rüdiger Esch am Bass, Jürgen Engler am Gesang, Lee Altus aus San Francisco an der Gitarre und Ralf Dörper (zurückgekehrt von der Band Propaganda) am Keyboard. Zwischen 1989 und 1997 erschienen fünf Alben und die Band spielte mehr als 200 Konzerte in Europa und Nordamerika. Nach mehrjähriger Pause gaben Die Krupps 2005 ihre Reunionshow auf dem WGT in Leipzig. 2011, zum 30-jährigen Bühnenjubiläum, begaben sich Die Krupps gemeinsam mit Nitzer Ebb auf eine DoubleHeadliner-Tour durch Europa und spielten unter anderem auf dem Kinetik-Festival in Montreal und dem Amphi-Festival in Köln.
Von 1990 bis 1996 studierte Esch Germanistik und Philosophie an der Heinrich-Heine-Universität Düsseldorf mit dem Schwerpunkt Ästhetik. 1999 gründete Esch gemeinsam mit seinem Bruder Holger Esch die EPAG Enterprise Multimedia AG.
Rüdiger Esch arbeitete seit 2012 an einem Buch über die elektronische Musik seiner Heimatstadt, das im Oktober 2014 unter dem Titel Electri_city – Elektronische Musik aus Düsseldorf im Suhrkamp Verlag erschienen ist. Diverse Medien wie die Welt, Spiegel Online und der Tagesspiegel berichteten über das Buch. Inzwischen ist es auch in englischer Übersetzung erschienen. 2016 bei Omnibus unter dem Titel Electri_City: The Düsseldorf School of Electronic Music. Außerdem ist Esch gemeinsam mit Miriam Spies Co-Autor einer Biografie über die Band DAF (Deutsch-Amerikanische-Freundschaft), die von den beiden Band-Mitgliedern Robert Görl und Gabi Delgado-López offiziell autorisiert wurde.
Seit 2015 richtet Rüdiger Esch, angelehnt an den Titel seines ersten Buches, in Düsseldorf die Electri_City Conference aus, bei der anhand von Vorträgen und Konzerten die Geschichte der elektronischen Musik beleuchtet wird.
Esch lebt mit seiner Familie im Süden von Düsseldorf.

## Diskografie
mit Male
- siehe Male (Band)#Diskografie

mit MakroSoft
- Stereo also playable Mono, Ministry Of Sound (2006)

mit Die Krupps
- siehe Die Krupps#Diskografie

Kollaborationen
- ELECTRI_CITY: Elektronische Musik aus Düsseldorf, Grönland Records (2014)

## Publikationen
- Electri_city – Elektronische Musik aus Düsseldorf, Suhrkamp Verlag, Berlin 2014, ISBN 978-3-518-46464-9.
- Electri_City: The Düsseldorf School of Electronic Music, Omnibus Press, London 2016, ISBN 978-1-78558-119-9.
- John Paul Jones: Der Multiinstrumentalist. In: Heel, Franz-Christoph (Hg.): Led Zeppelin (Rockportrait), Auflage: 1, 2008, ISBN 978-3-89880-929-0, S. 34.
- Das ist DAF: Biographie, Berlin, Schwarzkopf & Schwarzkopf 2017. ISBN 978-3-86265-663-9.